# Gymnosporia drummondii
Gymnosporia drummondii är en benvedsväxtart som först beskrevs av Norman Keith Bonner Robson och Sebsebe, och fick sitt nu gällande namn av Jordaan. Gymnosporia drummondii ingår i släktet Gymnosporia och familjen Celastraceae. Inga underarter finns listade.